# Rhénanie-du-Nord-Westphalie
 (février 2025).
Si vous disposez d'ouvrages ou d'articles de référence ou si vous connaissez des sites web de qualité traitant du thème abordé ici, merci de compléter l'article en donnant les références utiles à sa vérifiabilité et en les liant à la section « Notes et références ».
La Rhénanie-du-Nord-Westphalie (en allemand : Nordrhein-Westfalen, abrégé en NRW) est une république parlementaire et un État membre partiellement souverain de la République fédérale d'Allemagne. Avec environ 18 millions d'habitants, c'est le Land le plus peuplé d'Allemagne. La capitale du Land est Düsseldorf et la ville la plus peuplée est Cologne. La ville fédérale de Bonn est aujourd'hui le deuxième siège du gouvernement de la République fédérale d'Allemagne.
Avec une superficie d'environ 34 100 km2, la Rhénanie du Nord-Westphalie est le quatrième plus grand Land allemand. 30 des 81 grandes villes allemandes se trouvent dans sa zone fortement urbanisée. La région métropolitaine Rhin-Ruhr, située au centre du Land, est l'une des trente plus grandes agglomérations du monde avec environ dix millions d'habitants et constitue la partie centrale de la région la plus densément peuplée d'Europe, la mégalopole européenne.
La partie nord de l'agglomération Rhin-Ruhr est constituée par la région de la Ruhr, fortement urbanisée, avec les centres de Dortmund, Essen, Duisbourg et Bochum. Son essor économique s'est basé au début du XIXe siècle sur l'industrialisation et l'industrie minière, en particulier l'extraction de minerai et de charbon. Depuis le recul de l'exploitation minière à partir des années 1960, une mutation structurelle vers une économie de services et de technologies s'y déroule jusqu'à aujourd'hui, accompagnée de projets tels que « RUHR.2010 - Capitale européenne de la culture ». Avec une part d'environ 20,9 % du produit intérieur brut allemand en 2024, la Rhénanie-du-Nord-Westphalie est le Land dont la performance économique est la plus élevée. Il s'agit également du Land le plus riche.
Jusqu'en 1999, Bonn était le seul siège du gouvernement de la République fédérale. À la suite du déménagement du Gouvernement fédéral et du Bundestag à Berlin, les ministères fédéraux ont conservé leurs sièges à Bonn, à qui la loi Berlin/Bonn garantit des fonctions gouvernementales importantes en tant que ville fédérale. Ainsi, Bonn accueille de nombreuses autorités fédérales et organisations non gouvernementales. En tant que siège allemand des Nations unies, elle présente un degré élevé d'interdépendance internationale avec un grand nombre d'organisations des Nations unies.
Sur le plan culturel, la Rhénanie-du-Nord-Westphalie n'est pas un espace homogène ; en particulier entre la partie du Land située en Rhénanie d'une part et les parties du Land situées en Westphalie et en Lippe d'autre part. Il existe de nettes différences, notamment dans les coutumes traditionnelles. Le Land est par ailleurs la région européenne qui abrite le plus grand nombre d'établissements d'enseignement et de recherche (70 universités et écoles techniques supérieures, 76 instituts, 760 000 étudiants).

## Géographie

### Situation

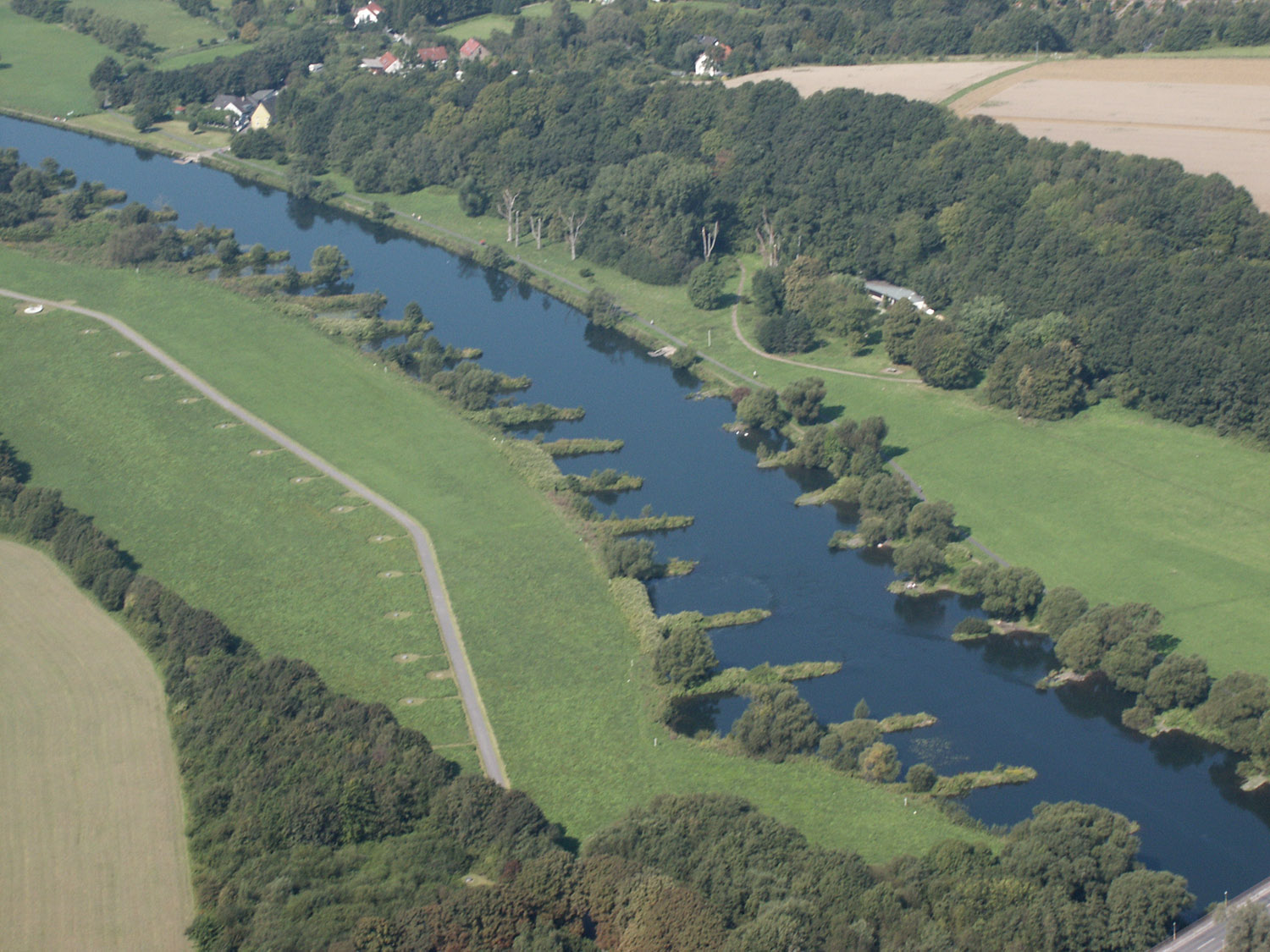
La Ruhr, rivière qui a donné son nom au bassin industriel (ici à Bochum).

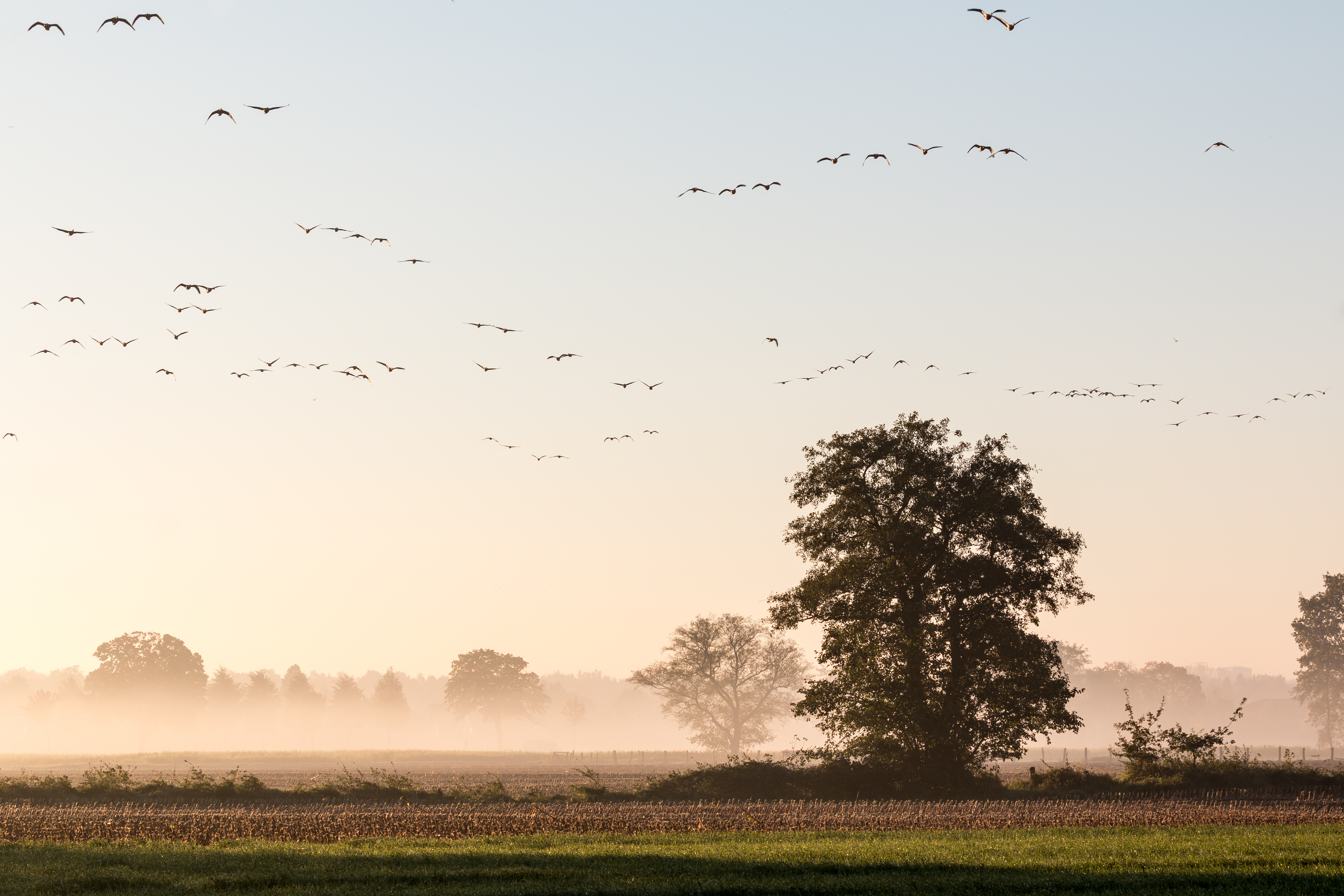
Un vol d'oies dans la Rhénanie-du-Nord-Westphalie, vers Dülmen. Octobre 2017.

La Rhénanie-du-Nord-Westphalie se situe à l'ouest de la République fédérale d'Allemagne et partage ses frontières, dans le sens des aiguilles d'une montre et en partant du nord, avec la Basse-Saxe, la Hesse, la Rhénanie-Palatinat, la Belgique et les Pays-Bas. Du sud-ouest au nord-est, le Land s'étend sur environ 260 kilomètres. Le nord du pays se situe dans la plaine d'Allemagne du Nord et se divise grossièrement en la baie de Westphalie, traversée par les fleuves Lippe, Ems et Ruhr, et la plaine du Bas-Rhin, de part et d'autre du Rhin, qui est le plus grand fleuve du pays, ainsi que la plaine de Westphalie, tout au nord, au nord du seuil des montagnes moyennes, où le pays s'étend à deux endroits jusqu'à une distance relativement importante dans la plaine d'Allemagne du Nord proprement dite. C'est là, dans le « grand nord », que se trouve également le point nord de la Rhénanie-du-Nord-Westphalie. Le point le plus bas se situe à 9,2 m au-dessus du niveau de la mer, au nord-ouest du pays. Les autres régions du Land font partie des régions de moyenne montagne allemandes. Le Weserbergland, situé sur la partie supérieure de la Weser, caractérise l'est du pays. Les montagnes du Massif schisteux rhénan occupent le sud. Le Massif schisteux rhénan se divise grossièrement en l'Eifel, sur la rive gauche du Rhin, au sud-ouest, et le Pays de Berg et le Sauerland, à l'est du Rhin. Le Langenberg, situé dans le Rothaargebirge, qui fait partie du Sauerland, est le plus haut sommet du Land avec une altitude de 843,2 m au-dessus du niveau de la mer. Le centre géographique du Land se trouve à Dortmund, dans l'Aplerbecker Mark ; le point le plus à l'ouest de la Rhénanie-du-Nord-Westphalie et de l'Allemagne se trouve à Selfkant.
Le climat de la Rhénanie-du-Nord-Westphalie présente des cycles de températures et de précipitations équilibrés. Les températures annuelles moyennes varient entre 5 °C et 10 °C en fonction de l'altitude. Les précipitations annuelles varient entre 600 millimètres dans les plaines et 1400 millimètres dans les montagnes moyennes.

### Principales villes
Le Land compte 30 villes de plus de 100 000 habitants (31 décembre 2022) :
- 1. Cologne (en allemand Köln) `: 1 084 831
- 2. Düsseldorf : 629 047
- 3. Dortmund : 609 546
- 4. Essen : 595 598
- 5. Duisbourg (en allemand Duisburg) : 502 211
- 6. Bochum : 365 742
- 7. Wuppertal : 358 876
- 8. Bielefeld : 338 332
- 9. Bonn : 336 465
- 10. Münster : 314 319
- 11. Mönchengladbach : 268 465
- 12. Gelsenkirchen : 263 000
- 13. Aix-la-Chapelle (en allemand Aachen) : 252 136
- 14. Krefeld : 228 426
- 15. Oberhausen : 210 824
- 16. Hagen : 189 783
- 17. Hamm : 180 849
- 18. Mülheim an der Ruhr : 172 404
- 19. Leverkusen : 165 748
- 20. Solingen : 160 643
- 21. Herne : 157 368
- 22. Neuss : 154 139
- 23. Paderborn : 154 755
- 24. Bottrop : 118 113
- 25. Bergisch Gladbach : 112 712
- 26. Remscheid : 112 613
- 27. Recklinghausen : 111 734
- 28. Moers : 105 287
- 29. Siegen :102 560
- 30. Gütersloh :102,393

### Autres villes d'intérêt
- Arnsberg
- Clèves (Kleve)
- Minden
- Detmold
- Düren
- Eschweiler
- Hemer
- Hilden
- Iserlohn
- Juliers (Jülich)
- Lüdenscheid
- Montjoie (Monschau)
- Soest
- Ratingen

### Environnement, énergie, climat
Ce Land est caractérisée par une forte densité de population. Il a une tradition industrielle et minière ancienne et persistante (environ 10 000 emplois sont en Rhénanie liés au charbon et au lignite, soit près du tiers des emplois du domaine de l’énergie). Ceci explique en partie une forte anthropisation, une énergie encore très carbonée et une empreinte écologique élevée et un environnement localement dégradé, malgré les efforts d'efficacité énergétique et de renaturation et schémas verts respectueuse du patrimoine industriel entrepris dans le bassin minier rhénan (avec IBA Emscher Park). Ce Land compte parmi les régions d'Europe les plus touchées par les séquelles minières et industrielles.
Mais il a une politique énergétique qui compte sur une rapide transition énergétique et a aussi été le premier en Allemagne à légiférer sur la protection du climat (Loi de 2015) en visant une réduction d'un quart de la production de gaz à effet de serre en 2020 puis de 80 % en 2050. Il a construit un Plan climat régional (validé en 2014) et une politique énergétique et climatique s'appuyant sur un substrat industriel de qualité (par ex. : le barrage du Diemelsee), une Agence régionale de l’énergie via 8 priorités : 1) efficacité énergétique & énergies renouvelables pour les entreprises et les collectivités, ; 2) efficience énergétique et construction solaire et bioclimatique ; 3) centrales de production d'énergie innovantes, réseau électrique intelligent et ingénierie de puissance ; 4) biomasse ; 5) carburants et systèmes de propulsion de l'avenir ; 6) piles à combustible et technologies de l'hydrogène ; 7) changement climatique et marché du carbone et des émissions de gaz à effet de serre ; 8) énergie solaire photovoltaïque.
Un Institut pour le climat, l'environnement et l'énergie existe (à Wuppertal) et un important réseau d'acteurs du solaire, ainsi que de l’énergie éolienne (plus de 800 experts et structures) appuient l'objectif d'approvisionnement énergétique de la région à 100 % basé sur des sources renouvelables notamment grâce aux smart grids (pour lesquels une étude a chiffré un potentiel de « bénéfices totaux » de « 55,7 milliards d’euros par an. Par ailleurs, d'ici à 2022, les bénéfices cumulés de la mise en place et l’utilisation des réseaux intelligents s’élèveraient à 336 milliards d’euros ».)

## Histoire

### Les anciennes principautés d'origine médiévale
La principauté ecclésiastique médiévale de Cologne est l'une des grandes composantes historiques du Land actuel. Le siège de la principauté, qui n'avait pas les mêmes limites que le diocèse, était officiellement dans l'ancienne ville romaine de Cologne mais le prince-archevêque étant souvent en butte à l'hostilité des habitants de sa ville, sa résidence se trouvait plus au sud à Bonn (où son palais est devenue université). Au moment de la réforme protestante, cette région est naturellement restée catholique et le prince était l'un des trois archevêques parmi les sept électeurs (Kurfürst) d'Empire.
L'autre composante historique de la région est la Westphalie, vaste plaine fertile à l'ouest de la Weser, d'où son nom. Contrairement à la région de Cologne qui avait été une province romaine dans l'Antiquité, la partie orientale de la Westphalie est pacifiée par  Charlemagne qui y implante le christianisme ; l'empereur crée la ville de Paderborn où il établit l'une de ses résidences et son fils Louis le Pieux fonde sur la Weser la grande abbaye de Corvey. Depuis le Moyen Âge, la ville principale de Westphalie est Münster, siège d'un évêché, mais on peut distinguer la principauté de l'évêque de Münster, d'une part, du duché de Westphalie, d'autre part. Entre les deux, la région industrielle de la Ruhr s'est particulièrement développée à l'époque contemporaine autour des villes médiévales de Duisbourg, Essen et Dortmund.

### Le congrès de Vienne
Au congrès de Vienne, la Prusse recouvrait les duchés de Clèves et de Geldern, la principauté de Minden et les comtés de la Marck et Ravensberg qu'elle possédait avant la paix de Lunéville et de l'ancien évêché de Paderborn et la partie méridionale de l'ancien évêché de Münster qu'elle avait reçu en 1803. Le territoire fut complété par la partie occidentale de l'ancien évêché de Munster, les anciens duchés de Berg et de Westphalie et tous les territoires à la rive gauche du Rhin au nord de la Nahe. Elle en formait les trois provinces de Juliers-Clèves-Berg, Grand-Duché du Bas-Rhin (Großherzogtum Niederrhein) et Westphalie dont les deux premières furent unifiées à la province rhénane (Rheinprovinz) en 1822.

### L'industrialisation
La région bénéficie dans la seconde partie du XIXe siècle d'une industrialisation rapide, grâce à ses mines de charbon et ses aciéries. Dans les années 1890 des dizaines de milliers de mineurs westphaliens émigrent de Pologne vers la Ruhr. Après la fin de la Première Guerre mondiale, les mineurs westphaliens se font embaucher par les industriels français souhaitant relancer leur économie, en raison de leur savoir-faire. Environ 50 000 d'entre deux arrivent ainsi en France au début des années 1920, dont près des deux-tiers dans le bassin minier du Nord-Pas-de-Calais.

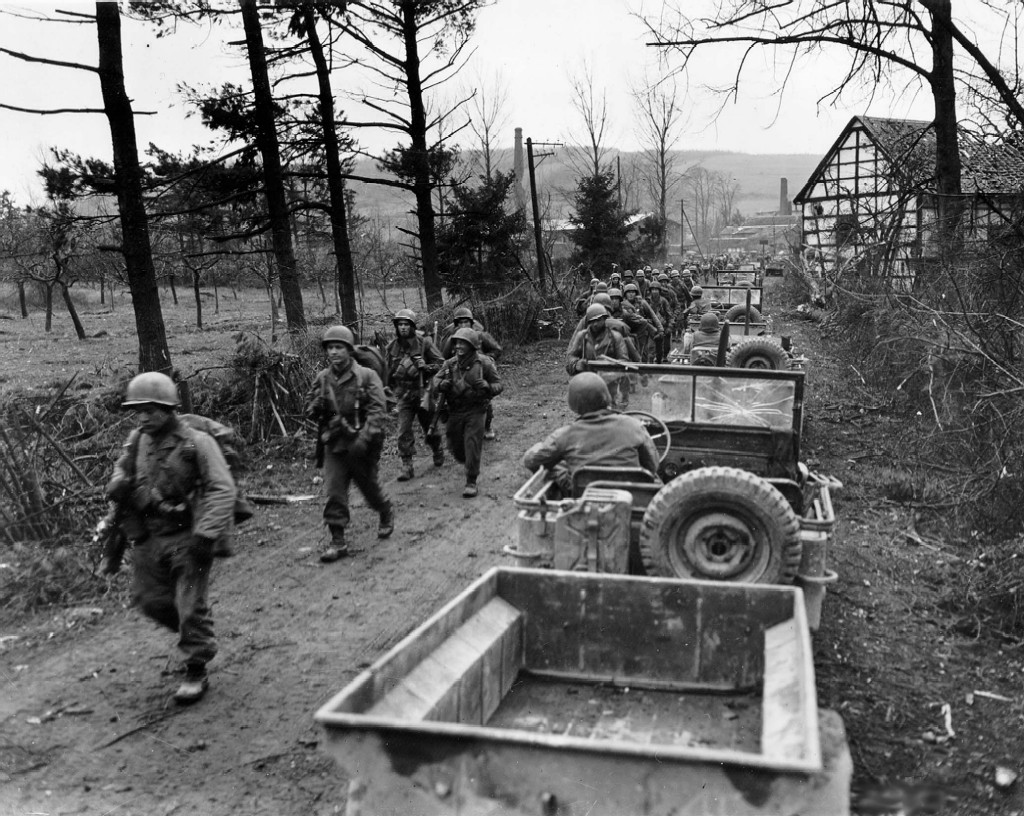
Ces G.I. de la 1re division d'infanterie intégrés à la 1re armée en progression vers Frauwullesheim, en Rhénanie-du-Nord, le 28 février 1945, croisent une colonne de jeeps Willys MB.

### Après la Seconde Guerre mondiale
En 1945, la province de Westphalie et le Nord de la province de Rhénanie avec les districts d'Aix-la-Chapelle, Cologne et Düsseldorf furent occupés par le Royaume-Uni. La partie méridionale de la Rhénanie était, elle, sous occupation française. Le 23 août 1946, l'administration britannique unifiait la Westphalie et sa partie de la Rhénanie en Land de Rhénanie-du-Nord - Westphalie. Un Landtag provisoire fut nommé le 2 octobre et renouvelé le 19 décembre 1946 après les premières élections municipales.
Le Land de Rhénanie-du-Nord-Westphalie, créé en 1946 par les forces d'occupation britanniques à partir de la province prussienne de Westphalie et de la partie nord de la province prussienne de Rhénanie, issues de l'État libre de Prusse, est élargi le 21 janvier 1947 au Land de Lippe. Depuis 1949, c'est un Land de la République fédérale d'Allemagne. 
En 2022, près de 2,8 millions d’étrangers vivent dans le Land.

## Subdivisions administratives
Le Land est subdivisé en cinq districts (Regierungsbezirke) d'Arnsberg, Cologne, Detmold, Düsseldorf et Münster. Le préfet (Regierungspräsident) est nommé par le gouvernement du Land.
Au niveau communal existent les deux provinces ou unions régionales : Landschaftsverband Rheinland de Rhénanie et Landschaftsverband de Westphalie-Lippe. La première comprend les districts de Cologne et de Düsseldorf, et la seconde les districts d'Arnsberg, Detmold et Münster. Les assemblées provinciales (Landschaftsversammlungen) sont élues par les conseils des arrondissements ruraux et arrondissements-villes.
Depuis la réforme des territoires municipaux des années 1967 à 1974, il y a 31 arrondissements ruraux (Kreise) comprenant 373 communes (Gemeinden) dont 267 villes (Städte), et 23 arrondissements-villes (kreisfreie Städte).

### Districts (Regierungsbezirke)
Les 5 districts (ou régions administratives) de Rhénanie-du-Nord-Westphalie, appartenant à 2 Landschaftsverbände :
- Rhénanie (LVR)
  - District de Cologne
  - District de Düsseldorf
- Westphalie-Lippe (LWL)
  - District d'Arnsberg
  - District de Detmold
  - District de Münster

### Arrondissements (Kreise) et villes-arrondissements (kreisfreie Städte)

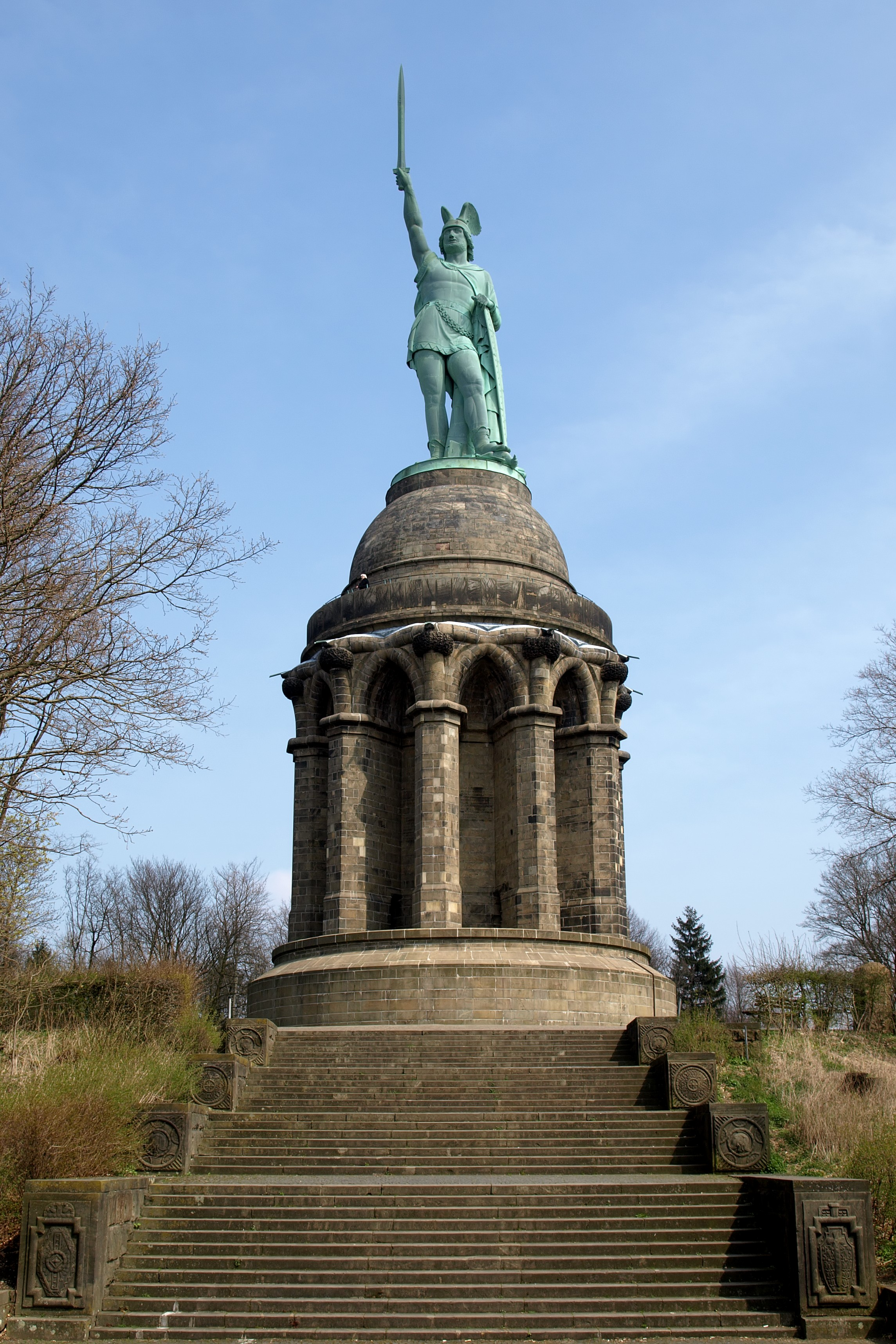
Le Hermannsdenkmal (monument d'Hermann) dans l'arrondissement de Lippe, célèbre le chef de guerre Cherusque Arminius (appelé Hermann en allemand) et la bataille de la forêt de Teutobourg.

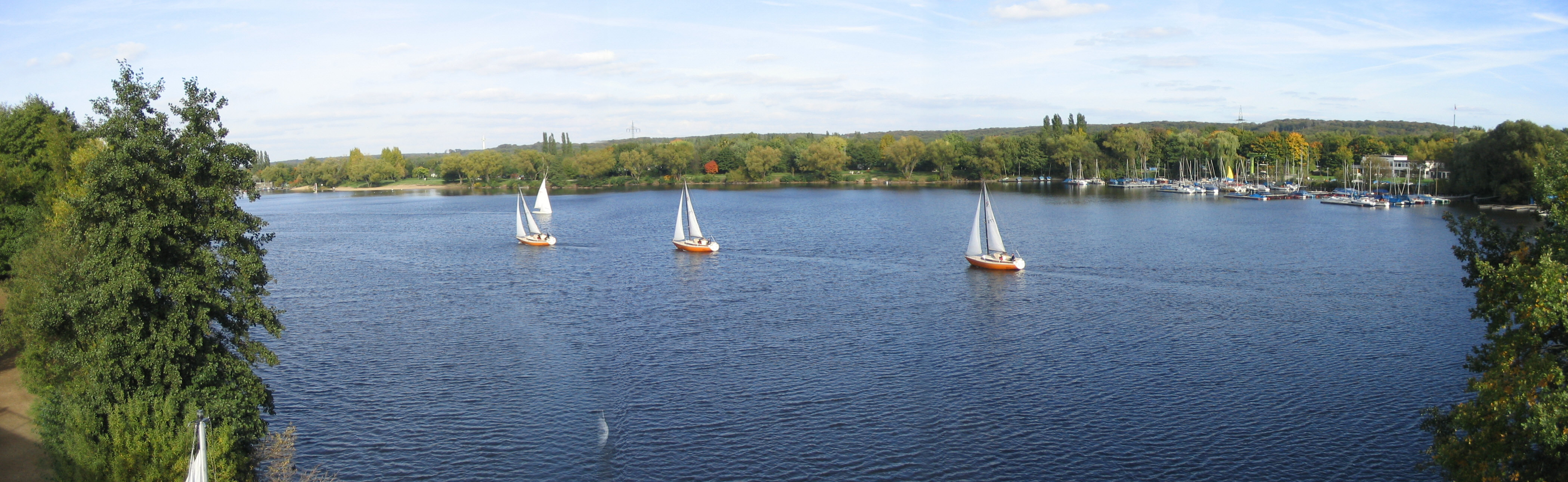
Le lac Masuren à Duisbourg dans la région industrielle de la Ruhr.

Les 31 arrondissements (Kreise) de Rhénanie-du-Nord-Westphalie
| Carte de la Rhénanie-du-Nord-Westphalie | | |
| 1. Région urbaine d'Aix-la-Chapelle 2. Arrondissement de Borken 3. Arrondissement de Coesfeld 4. Arrondissement de Düren 5. Arrondissement d'Ennepe-Ruhr 6. Arrondissement de Rhin-Erft 7. Arrondissement d'Euskirchen 8. Arrondissement de Gütersloh 9. Arrondissement de Heinsberg 10. Arrondissement de Herford 11. Arrondissement du Haut-Sauerland | 1. Arrondissement de Höxter 2. Arrondissement de Clèves 3. Arrondissement de Lippe 4. Arrondissement de La Marck 5. Arrondissement de Mettmann 6. Arrondissement de Minden-Lübbecke 7. Arrondissement de Rhin Neuss 8. Arrondissement du Haut-Berg 9. Arrondissement d'Olpe 10. Arrondissement de Paderborn | 1. Arrondissement de Recklinghausen 2. Arrondissement de Rhin-Berg 3. Arrondissement de Rhin-Sieg 4. Arrondissement de Siegen-Wittgenstein 5. Arrondissement de Soest 6. Arrondissement de Steinfurt 7. Arrondissement d'Unna 8. Arrondissement de Viersen 9. Arrondissement de Warendorf 10. Arrondissement de Wesel |

Les 23 villes-arrondissements (kreisfreie Städte) de Rhénanie-du-Nord-Westphalie
| 1. Aix-la-Chapelle 2. Bielefeld 3. Bochum 4. Bonn 5. Bottrop 6. Cologne 7. Dortmund 8. Duisbourg | 1. Düsseldorf 2. Essen 3. Gelsenkirchen 4. Hagen 5. Hamm 6. Herne 7. Krefeld 8. Leverkusen | 1. Mönchengladbach 2. Mülheim 3. Münster 4. Oberhausen 5. Remscheid 6. Solingen 7. Wuppertal |

## Politique
Le land de Rhénanie-du-Nord-Westphalie fonctionne selon le principe d'une démocratie parlementaire. Un Landtag fait office de parlement monocaméral et détient le pouvoir législatif. Le ministre-président et son gouvernent détienne le pouvoir exécutif.
L'Union chrétienne-démocrate d'Allemagne (CDU) gagna les premières élections au Landtag de Rhénanie-du-Nord-Westphalie du 20 avril 1947 et forma une coalition avec le SPD, le Zentrum et jusqu'au 7 février 1948 le Parti communiste d'Allemagne. La constitution fut adoptée par référendum du 18 juin 1950 et entra en vigueur le 11 juillet 1950. Du fait de l'importance de la population catholique du Land et grâce au soutien de l'Église, la CDU resta au pouvoir jusqu'en 1966. Cette année-là et pour la première fois, l'Église catholique n'apporta pas son soutien à la CDU. Le SPD obtint la majorité relative et gouverna en coalition avec le Parti libéral-démocrate (FDP).
Dès lors, la Rhénanie-du-Nord - Westphalie est devenue un fief du SPD. Le parti socialiste allemand resta en effet au pouvoir jusqu'en 2005. Toutefois, dès les années 1990, les résultats aux différentes élections marquaient un recul progressif du SPD en raison notamment du nombre décroissant d'ouvriers syndiqués qui représentaient les électeurs traditionnels du parti.
Lors des élections de 2005, le SPD est battu par la CDU, qui s'allie avec le FDP. Pour la première fois depuis 1966, le SPD n'est plus au pouvoir en Rhénanie-du-Nord - Westphalie.

Composition de la du Landtag.

Néanmoins, lors des élections suivantes, en mai 2010, la CDU recule d'une dizaine de pourcents pour faire jeu égal avec le SPD à 34 % qui subit cependant lui-même une nouvelle érosion, les deux partis obtenant chacun 67 sièges au parlement régional. Le scrutin est marqué par une forte poussée écologiste (+ 11 sièges) et l'entrée au parlement du parti de gauche Die Linke avec 11 sièges et 5,6 % des suffrages. Lors des élections de 2012, la CDU subit une importante défaite, perdant 8,3 % (26,3 %), tandis que le SPD reprend 4,6 % (39,1 %) et que le parti Grüne subit une légère érosion (11,3 %). Ce scrutin marque l'entrée du Parti pirate au parlement régional, ayant obtenu un score de 7,8 % tandis que Die Linke en disparait. Les analystes considèrent que  ce « pire score [de la CDU] depuis la seconde guerre mondiale », marque un « déclin de la CDU bien pire que ce qui était prévu ».
Cinq ans plus tard, les élections du 14 mai 2017 marquent un renversement de la situation. La CDU retrouve sa place de premier parti du Land avec presque 33 % des voix, tandis que le SPD réalise son plus mauvais score historique avec moins de 32 %. Une éventuelle coalition noire-jaune disposerait de 100 députés sur 199, opérant un nouveau basculement du Landtag vers le centre droit.
Lors des élections du 15 mai 2022, la CDU du ministre-président Hendrik Wüst remporte la majorité relative, tandis que Les Verts réalisent un résultat historique, faisant élire 39 députés écologistes contre 14 en 2017. Le Parti libéral FDP perdant 16 de ses 28 députés, une nouvelle majorité doit être bâtie. Le 23 juin 2022, une coalition noire-verte avec les écologistes est constituée. 

### Liste des ministres-présidents
1946 - 1947 : Rudolf Amelunxen (Zentrum)

1947 - 1956 : Karl Arnold (CDU) 

1956 - 1958 : Fritz Steinhoff (SPD) 

1958 - 1966 : Franz Meyers (CDU) 

1966 - 1978 : Heinz Kühn (SPD) 

1978 - 1998 : Johannes Rau (SPD) 

1998 - 2002 : Wolfgang Clement (SPD) 

2002 - 2005 : Peer Steinbrück (SPD) 

2005 - 2010 : Jürgen Rüttgers (CDU) 

2010 - 2017 : Hannelore Kraft (SPD) 

2017 - 2021 : Armin Laschet (CDU)

Depuis 2021 : Hendrik Wüst (CDU)

## Économie
Le Land, qui fut longtemps en Allemagne la région sidérurgique par excellence, accueille encore de nombreuses entreprises industrielles (dont 37 des 100 plus grandes entreprises allemandes) dont Rheinmetall à Düsseldorf, Ford à Cologne, Opel à Bochum, Musketier à Oberhausen, Bayer à Leverkusen et Wuppertal, Henkel, Dr. Oetker (Ancel) à Bielefeld, Bertelsmann (RTL) à Gütersloh, ThyssenKrupp, Deutsche Telekom à Bonn et ABP Induction Systems ce qui en fait l'économie la plus importante d'Allemagne (PIB de 705 milliards d'euros en 2018, plus que la Pologne et la Suède).
Le taux de chômage de 7,4 % (août 2023) est supérieur au taux moyen allemand.

## Recherche
Fiche détaillée
La Rhénanie du Nord – Westphalie est une région à la pointe de la technologie et de la recherche scientifique : elle compte 69 établissements d’enseignement supérieur, 12 instituts Max-Planck, 11 instituts Fraunhofer, 12 instituts de la communauté Leibniz, 9 instituts de recherche fédéraux, plus de 60 centres de technologie ainsi que trois grands centres de recherche de la communauté Helmholtz répartis sur tout le Land. Les domaines représentés (biotechnologies, microélectronique, analyse sensorielle et intelligence artificielle, technique des matériaux et technologies environnementales) posent les bases pour le développement des technologies clés qui vont donner de l’essor à une dynamique industrielle, qui se fait en étroite coopération avec la science. La recherche de base pratiquée dans les écoles techniques supérieures ou dans les instituts Max-Planck et Fraunhofer est le moteur de l’avancée technologique. En outre, les liens étroits avec l’industrie dans le transfert de technologie rendent cette recherche très fructueuse. Le Centre de recherche de Juliers (FZJ - Forschungszentrum Jülich) et l’Agence spatiale allemande (DLR – Deutsches Zentrum für Luft- und Raumfahrt) à Cologne – Porz effectuent par exemple des travaux de recherche de renommée internationale. Des réseaux de compétence permettent ensuite de relier les savoir-faire et proposent des plates-formes technologiques permettant d’échanger les expériences et de mettre en place des coopérations.

## Sport
| Club                     | Sport            | Ligue                   | Stade/enceinte                       | Date de fondation |
| ------------------------ | ---------------- | ----------------------- | ------------------------------------ | ----------------- |
| Borussia Dortmund        | football         | 1. Bundesliga           | Signal Iduna Park                    | 1909              |
| Schalke 04               | football         | 1. Bundesliga           | Veltins-Arena                        | 1904              |
| Borussia Mönchengladbach | football         | 1. Bundesliga           | Stadion im Borussia-Park             | 1900              |
| Bayer Leverkusen         | football         | 1. Bundesliga           | BayArena                             | 1904              |
| Fortuna Düsseldorf       | football         | 1. Bundesliga           | Merkur Spiel-Arena                   | 1895              |
| FC Cologne               | football         | 1. Bundesliga           | RheinEnergieStadion                  | 1948              |
| VfL Bochum               | football         | 2. Bundesliga           | Rewirpowerstadion                    | 1938              |
| MSV Duisbourg            | football         | 3. Bundesliga           | Schauinsland-Reisen-Arena            | 1902              |
| RC Aachen                | rugby à XV       | 1. Bundesliga           | ?                                    | 1950              |
| ASV Köln Rugby           | rugby à XV       | 1. Bundesliga           | Olympiaweg 3                         | 1951              |
| TuS 95 Düsseldorf        | rugby à XV       | 1. Bundesliga           | ?                                    | 1895              |
| TuS Nettelstedt-Lübbecke | handball         | 1.Bundesliga            | Merkur Arena                         | 1949              |
| GWD Minden               | handball         | 1.Bundesliga            | Kampa-Halle                          | 1924              |
| TBV Lemgo                | handball         | 1.Bundesliga            | Lipperlandhalle                      | 1911              |
| VfL Gummersbach          | handball         | 1.Bundesliga            | Schwalbe-Arena                       | 1923              |
| Bergischer HC 06         | handball         | 1.Bundesliga            | Uni-Halle                            | 2006              |
| TV Emsdetten             | handball         | 1.Bundesliga            | Ems-Halle                            | 1898              |
| Iserlohn Roosters        | hockey sur glace | Deutsche Eishockey-Liga | Eissporthalle Iserlohn               | 1959              |
| Krefeld Pinguine         | hockey sur glace | Deutsche Eishockey-Liga | KönigPALAST                          | 1936              |
| Düsseldorfer EG          | hockey sur glace | Deutsche Eishockey-Liga | ISS Dome                             | 1935              |
| Kölner Haie              | hockey sur glace | Deutsche Eishockey-Liga | Lanxess Arena                        | 1972              |
| Phoenix Hagen            | basket-ball      | Basketball-Bundesliga   | ENERVIE Arena im Sportpark Ischeland | 2004              |
| Telekom Baskets Bonn     | basket-ball      | Basketball-Bundesliga   | Telekom Dome                         | 1995              |
| VC Bottrop 90            | volley-ball      | 1.Bundesliga            | Dieter-Renz-Halle                    | 1990              |
| Moerser SC               | volley-ball      | 1.Bundesliga            | Enni-Sportpark Rheinkamp             | 1985              |
| Evivo Düren              | volley-ball      | 1.Bundesliga            | Arena Kreis Düren                    | 1847              |